# Alfaro (Rioja)
Alfaro ist eine nordspanische Kleinstadt und eine Gemeinde (municipio) mit 9.874 Einwohnern (Stand: 2024) in der Autonomen Gemeinschaft La Rioja.

## Lage und Klima
Die Kleinstadt Alfaro liegt in einer Höhe von etwa 310 m im äußersten Osten der Provinz La Rioja am Río Alhama, der etwa 2 km östlich in den Ebro einmündet. Die Kleinstadt liegt am Kreuzungspunkt der Straßen von Soria (ca. 100 km südwestlich) nach Pamplona (ca. 91 km nördlich) bzw. von Logroño (ca. 85 km nordwestlich) nach Saragossa (ca. 103 km südöstlich). Das Klima ist gemäßigt bis warm; Regen (ca. 525 mm/Jahr) fällt hauptsächlich im Winterhalbjahr.

## Bevölkerungsentwicklung
| Jahr      | 1857  | 1900  | 1950  | 2000  | 2018  |
| Einwohner | 5.043 | 5.938 | 8.076 | 9.083 | 9.460 |

Infolge der Mechanisierung der Landwirtschaft, der Aufgabe bäuerlicher Kleinbetriebe und des daraus resultierenden geringeren Arbeitskräftebedarfs in den Landgemeinden sind viele Familien in die Städte abgewandert (Landflucht).

## Wirtschaft
In frühen Jahrhunderten lebten die Bewohner hauptsächlich von den landwirtschaftlichen Produkten der näheren Umgebung, die Kleinstadt selbst fungierte als Markt- und Handelszentrum, aber auch Handwerker ließen sich hier nieder. Heutzutage arbeiten die Einwohner in der Kleinindustrie (ca. 40 %), im Dienstleistungssektor (ca. 36 %), im Bausektor (ca. 14 %) und im Bereich der Landwirtschaft (ca. 10 %).

## Geschichte
In römischer Zeit hieß der Ort Graccurris, er wurde 179 oder 178 v. Chr. von Tiberius Sempronius Gracchus bei Ilurcis, einer Siedlung der iberischen Vasconen, gegründet und gehörte zur römischen Provinz Hispania Tarraconensis. Westgoten und Mauren hinterließen keine archäologisch verwertbaren Spuren, doch ist der Name der Stadt eindeutig arabischen Ursprungs. Im 11. Jahrhundert eroberte König Alfons I. von Aragon die Stadt zurück (reconquista) und leitete die Ansiedlung von Christen aus dem Norden ein (repoblación). Im Jahr 1253 erhielt der Ort von König Alfons X. von Kastilien die Stadtrechte und kurze Zeit später (1287) unter Sancho IV. weitere Privilegien.
Bis zur großen Gebietsreform des Jahres 1833 gehörte Alfaro zur Provinz Soria; danach wurde die Kleinstadt der neugeschaffenen Provinz Logroño zugeschlagen. Der Bahnhof Alfaro besteht seit 1863. Am 21. Juni 1936 wurde Alfaro von Truppen aus Navarra und Logroño besetzt. In der Zeit des Bürgerkrieges befand sich in Alfaro ein Feldflugplatz der Nationalspanier, den auch die Bomber der Kampfgruppe 88 (K/88) der deutschen Legion Condor insbesondere während der Schlacht von Teruel und der Aragonoffensive nutzten. Im Jahr 1980 wurde der Name der Provinz Logroño in La Rioja geändert; außerdem erhielt sie den Status einer Autonomen Region.

## Sehenswürdigkeiten
- Die außen zweitürmige, im Innern dreischiffige und deshalb manchmal auch als „Kathedrale“ bezeichnete Kollegiatkirche (Colegiata San Miguel Arcángel) wurde im 17. und 18. Jahrhundert erbaut. Ihre ganz aus Ziegelstein konstruierte Fassade zeigt sowohl Stileinflüsse der Renaissance als auch des Frühbarock; sie wird aufgelockert durch einen mit Arkaden versehenen Laufgang über der Portalzone. Der darüber befindliche Giebel ist in der Mitte gesprengt und seitlich abgerundet. Auch die Chorlösung der Kirche ist bemerkenswert. Nahezu das gesamte Mittelschiff der Hallenkirche wird von einem Binnenchor (coro und trascoro) mit einem beachtlichen Chorgestühl (sillería) eingenommen; das spätbarocke Altarretabel (retablo) ist ebenfalls bemerkenswert.[4]

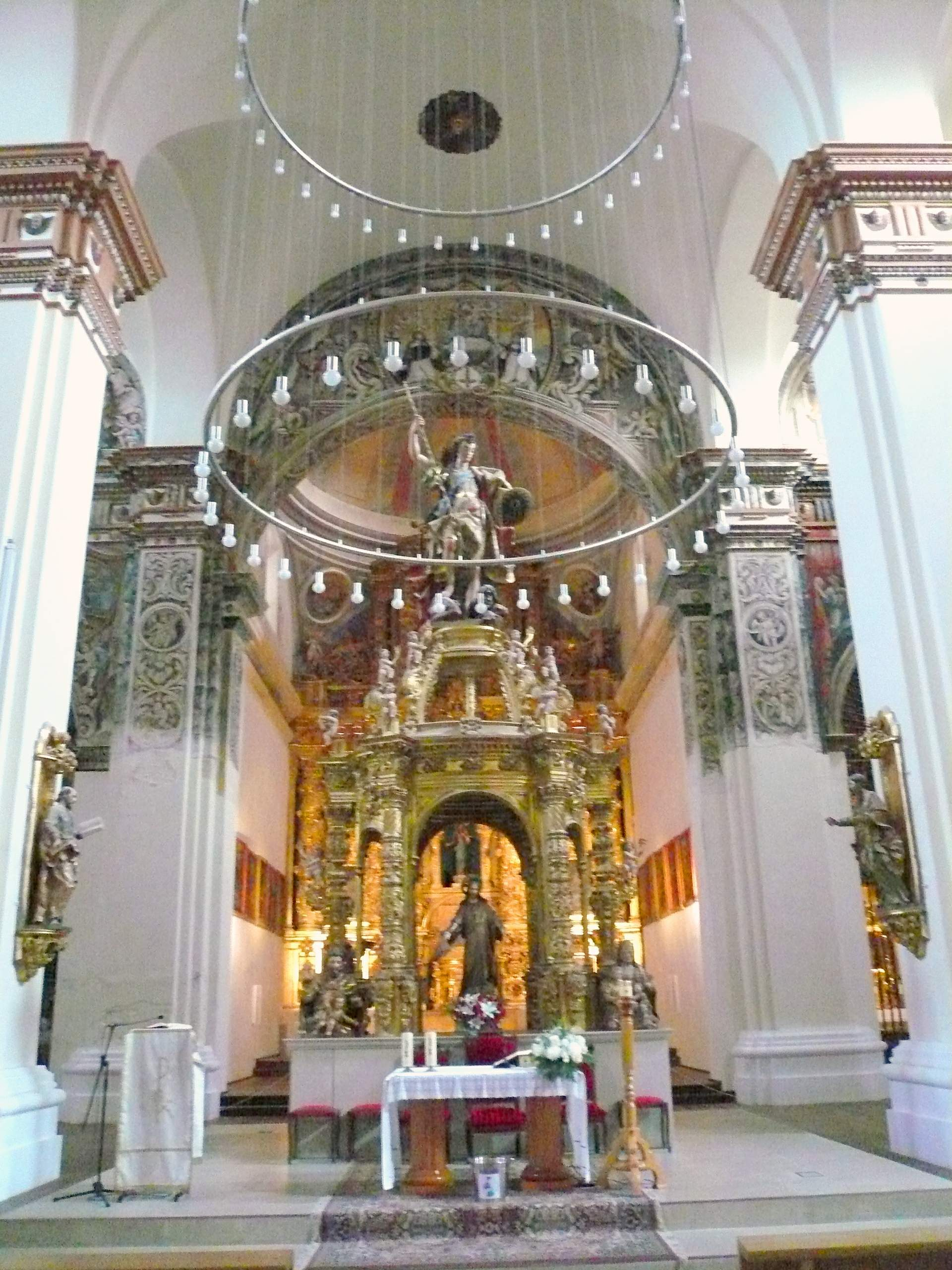
Altar
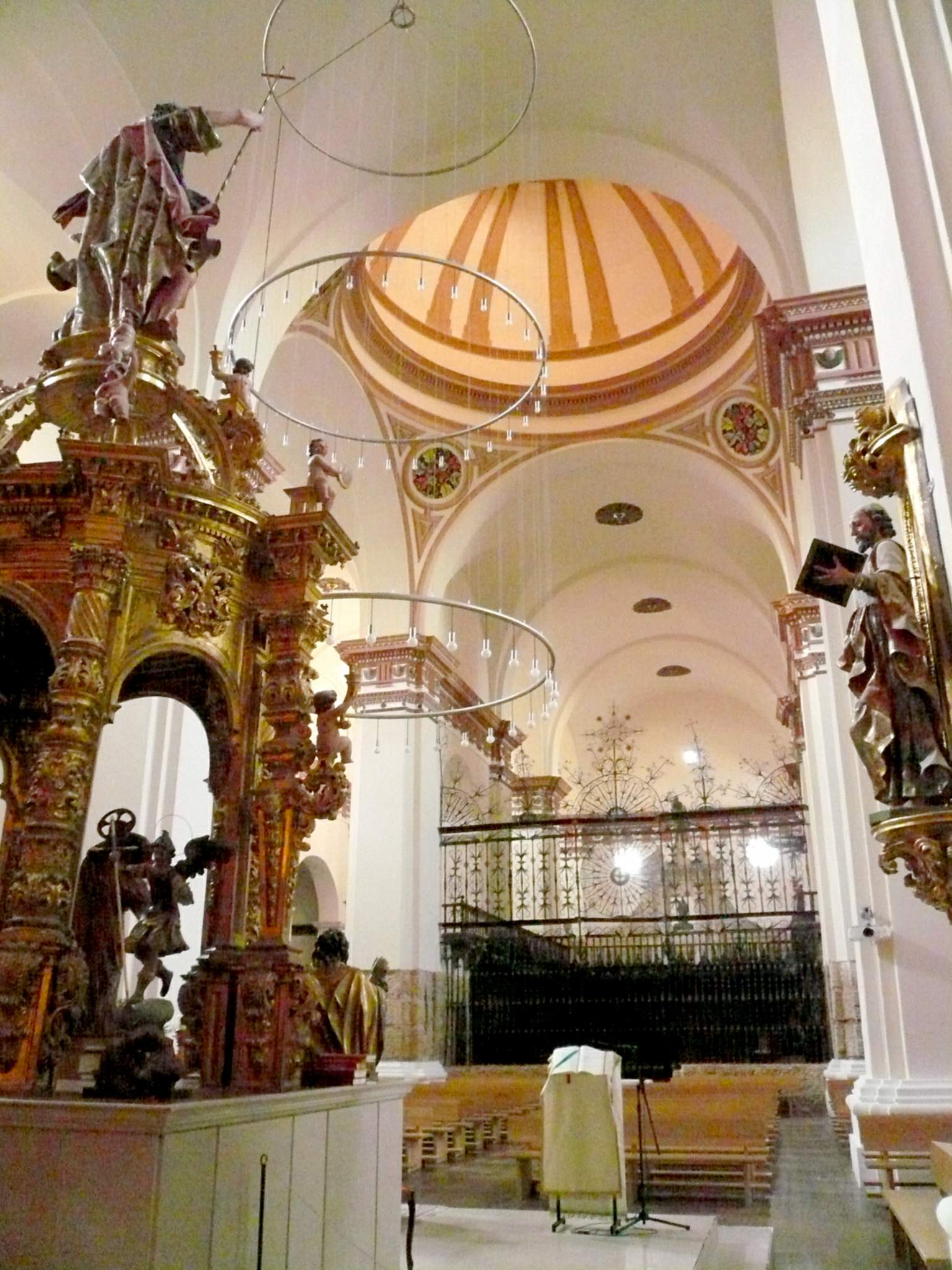
Altarbaldachin und Binnenchor
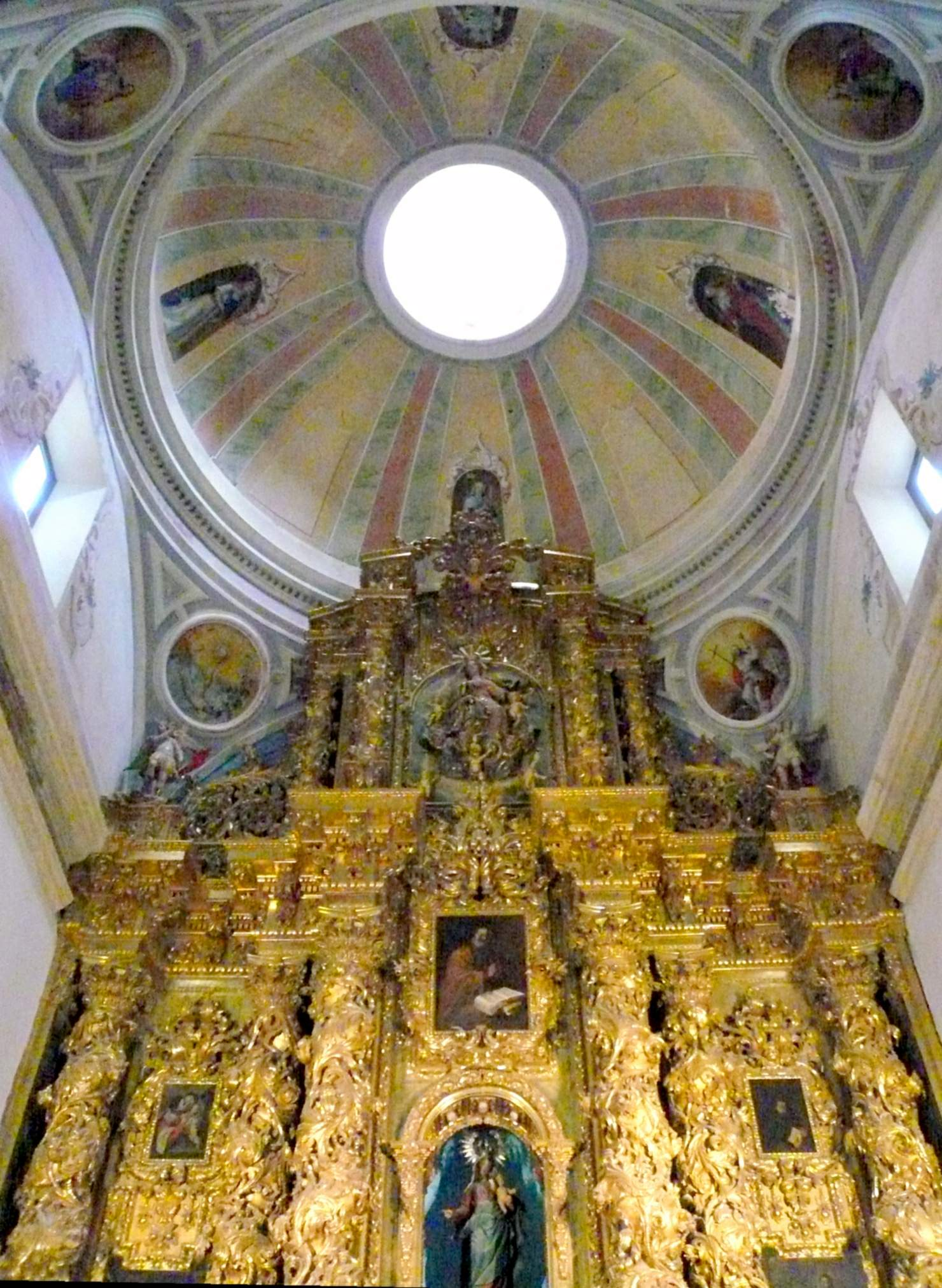
Altarretabel
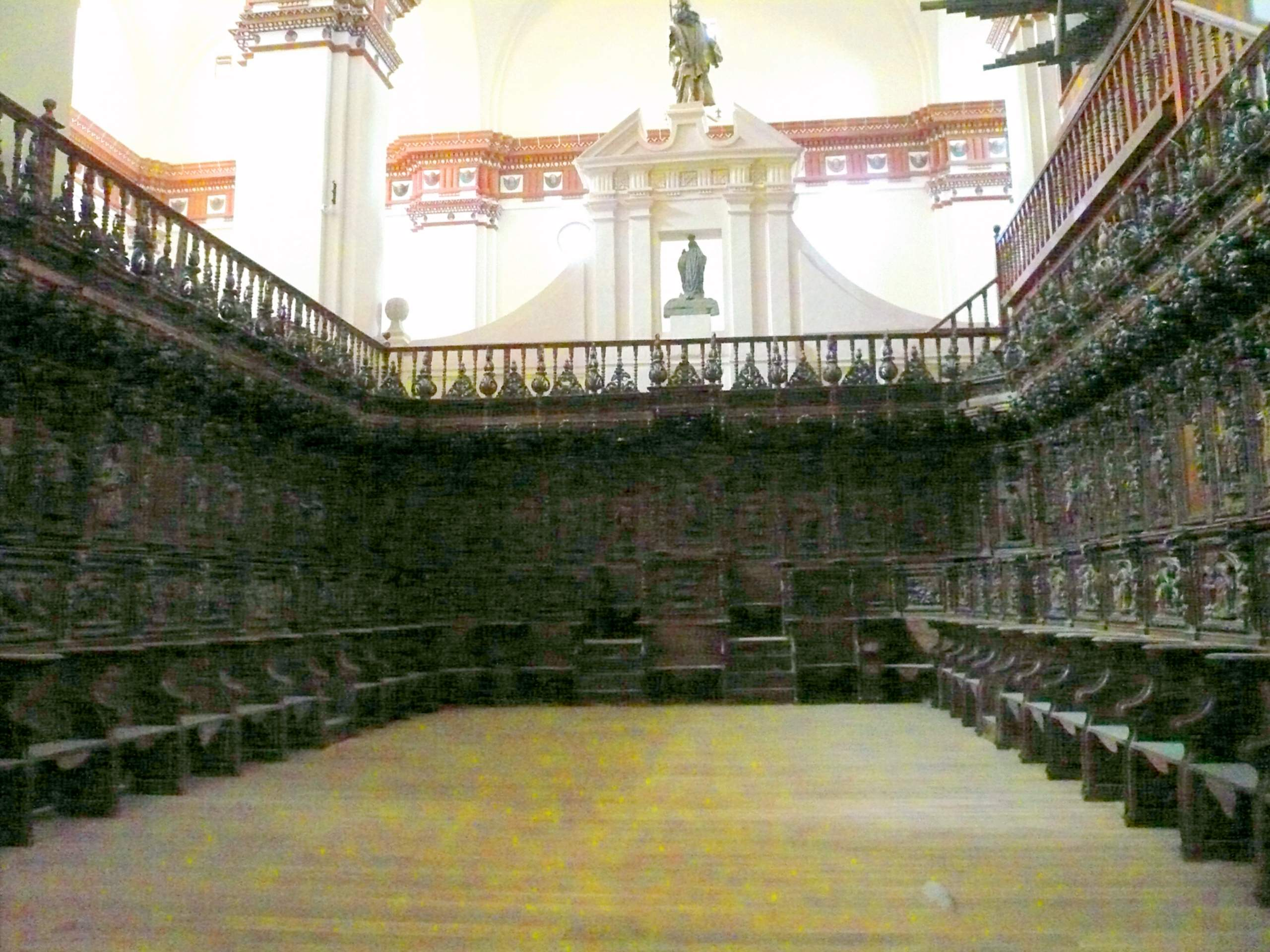
Chorgestühl

- Ähnlich aber viel zurückhaltender gestaltet ist die in den 1630er Jahren entstandene Kirchenfassade des Franziskanerkonvents; sie ist ebenfalls aus Ziegelsteinen erbaut und wird durch einige Natursteine der zerstörten Burg (castillo) optisch etwas aufgelockert. Die ehemaligen Konventsgebäude fungieren heute als Studienkolleg.

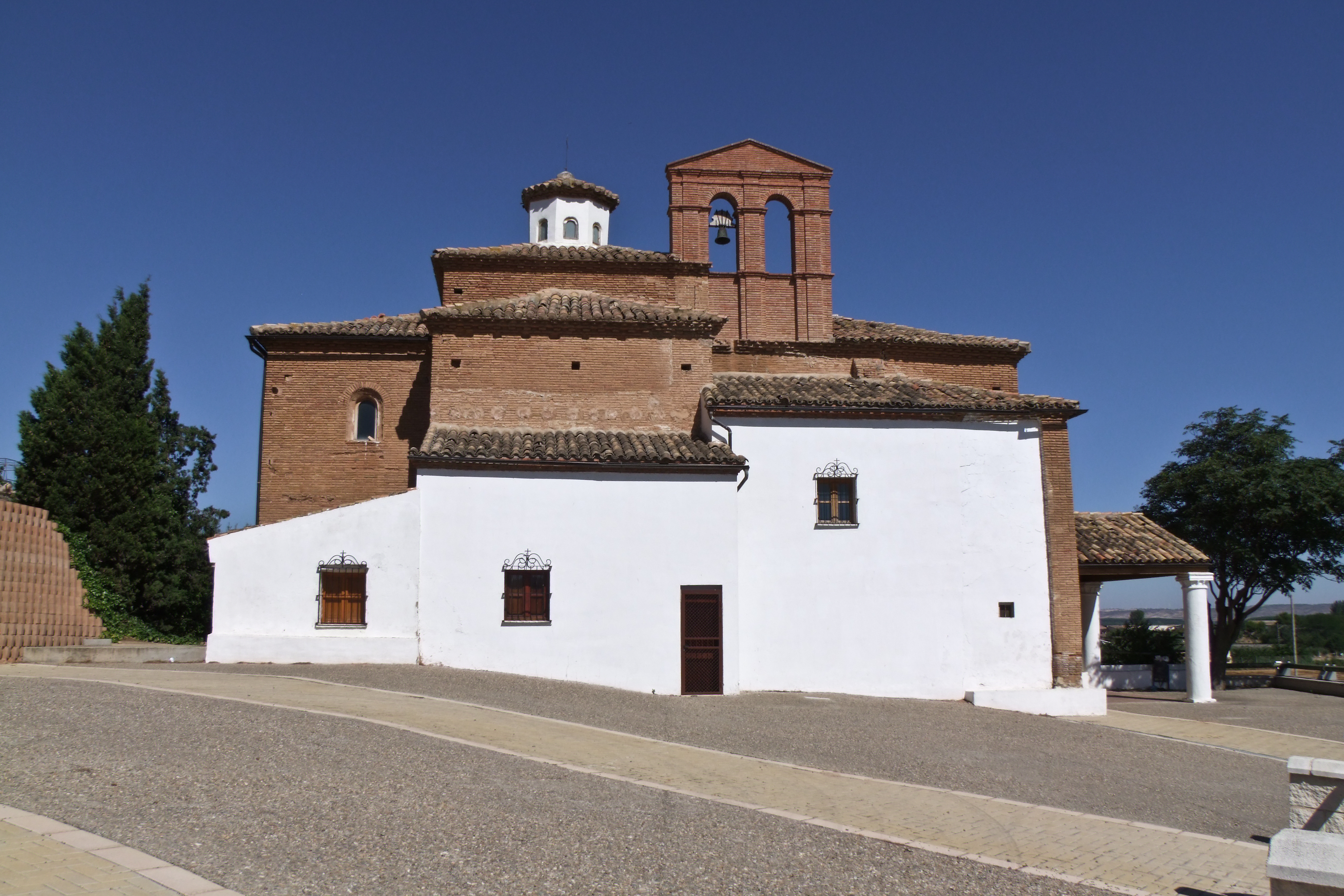
Alfaro – Ermita del Pilar

- Das klassizistisch gestaltete Innere der Iglesia de Nuestra Señora del Burgo birgt einen spätbarocken vergoldeten Schnitzaltar im Stil des Churriguerismus (1752). Unter den vielen Skulpturen stechen zwei Reiterfiguren hervor: Eine zeigt den hl. Georg als Drachentöter; die andere ist dem Maurentöter Santiago gewidmet.
- Die Architektur der im 17. Jahrhundert entstandenen Einsiedlerkirche Ermita de San Roque ist äußerst streng gehalten; das Innere ist dagegen im barocken Stil ausgestaltet.
- Mehrere Stadtpaläste wohlhabender Adelsfamilien bereichern das Ortsbild.

außerhalb
- Das römische Nymphäum war Teil eines Kanalbauwerks.
- Die ca. 3 km nordwestlich des Ortes stehende Ermita del Pilar entstand im 18. Jahrhundert.

## Sonstiges
Alfaro ist als „Welthauptstadt der Störche“ bekannt, da sich auf dem Dach der Kollegiatkirche ca. 140 Storchennester befinden. Der Bürgermeister der Stadt hat bekanntgegeben, dass bei der Renovation des Daches die Anzahl der Nester auf 90 reduziert werden soll.

## Partnerstadt
- Aureilhan, Département Hautes-Pyrénées (seit 1981)

## Persönlichkeiten
- Ezequiel Moreno y Díaz (1848–1906), Augustiner-Rekollekt, Heiliger der römisch-katholischen Kirche